# Bergem
Bergem (Luxemburgs: Biergem) is een plaats in de gemeente Mondercange en het kanton Esch-sur-Alzette in Luxemburg.
Bergem telt 1478 inwoners (2001).

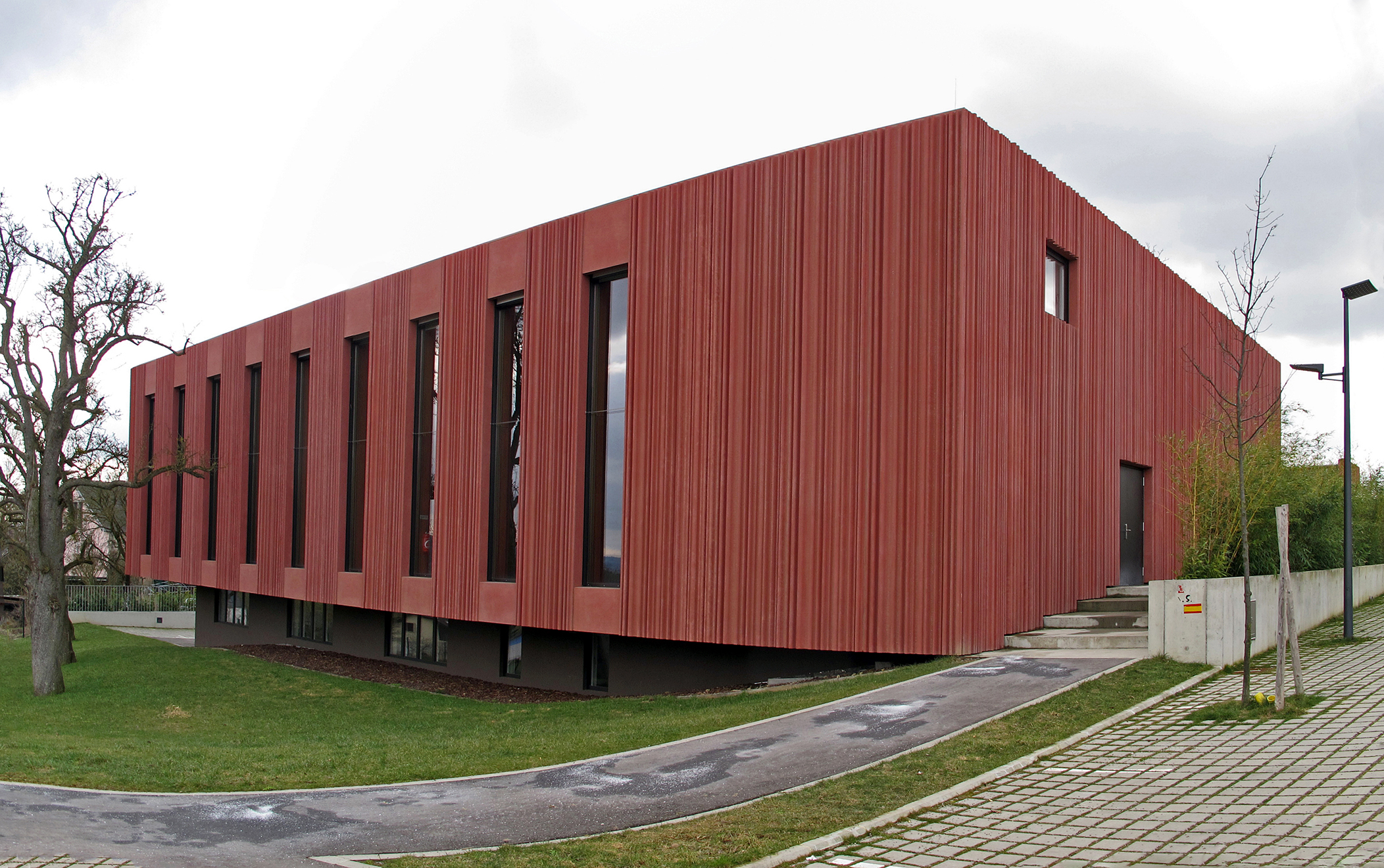
Cultureel centrum
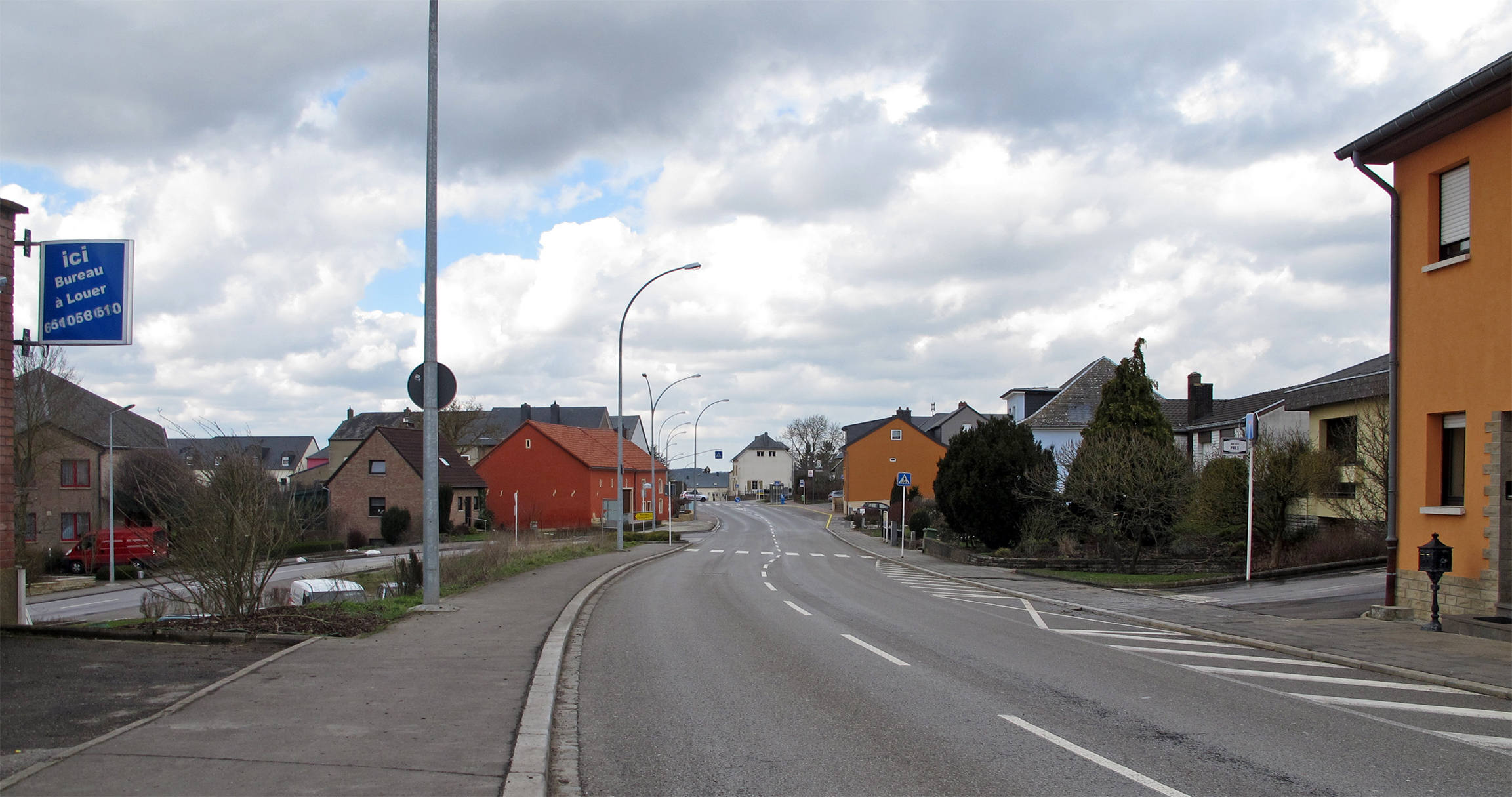
Hoofdstraat naar Bergem